# Geiselbart Schenk von Schmittburg
Geiselbart Schenk von Schmittburg (auch Gieselbert oder Gisbert) (* im 16. Jahrhundert; † Februar 1576 in Trier) war ein deutscher Landkomtur in der Deutschordensballei Lothringen. 

## Leben
Geiselbart Schenk von Schmittburg war der Sohn des Nikolaus Schenk von Schmittburg (1500–1575) und dessen Gemahlin Elisabeth von Schwarzenberg.
1549 fand er Aufnahme im Deutschen Orden und wurde am 7. März 1555 Komtur der Kommende St. Elisabeth in Saarbrücken. Dieses Amt behielt er bis zum 30. August 1568, als er Statthalter der Landkomturei Trier wurde. Am 29. Oktober 1569 folgte die Ernennung zum Komtur der Landkommende in Trier. Damit war er zugleich Komtur in der Kommende Beckingen.
1575 kam es hier im Auftrag des Hochmeisters Philipp zu einer Visitation. Dabei wurden schwere Missstände festgestellt.
Schenk von Schmittburg wurde am 11. Februar 1576 in Trier bestattet.